# Saint-André (La Réunion)
Pour les articles homonymes, voir Saint-André.
Saint-André est une commune française d'outre-mer, située dans le département et la région de La Réunion.
Limitrophe des communes de Sainte-Suzanne, Bras-Panon et Salazie.
Ses habitants sont appelés les Saint-Andréens.
Sa devise est : « Multis Gentibus Cor Unum  ». La commune doit son nom à Pierre-André d'Héguerty, gouverneur de l'île Bourbon de 1739 à 1743.
Cinquième commune la plus peuplée de la Réunion, Saint-André est la principale ville de l'est de l'ile.

## Géographie

### Localisation
La commune de Saint-André est située au nord-est de l'île de La Réunion, à environ 20 km à l'est du chef-lieu Saint-Denis.
Le territoire communal est délimité par :
- la Grande Rivière Saint-Jean au nord-ouest, qui la sépare de Sainte-Suzanne,
- l'océan Indien à l'est,
- la Rivière du Mât au sud, qui marque la frontière avec Bras-Panon,
- la crête du Cassé du cirque de Salazie au sud-ouest et le pont de l'Escalier.

Limitrophe des communes de Saint-Benoît, de Salazie et de Sainte-Suzanne.

### Géologie et relief
Saint-André occupe en majeure partie une plaine alluvionnaire construite par les rivières du Mât et Saint-Jean, au pied du versant Est du massif du Piton des Neiges. De ce fait, la commune possède un relief peu marqué comparée à d'autres communes de l'île. Toutefois, on peut diviser le territoire en trois grandes entités :
- Le littoral, constitué de plages de galets et de micro-falaises, il abrite l'un des trois étangs littoraux de l'île à Bois-Rouge ;
- La plaine alluviale, où les pentes sont douces (inférieures à 10 %) et qui concentre la plupart des activités humaines ;
- Les hauts, qui culminent jusqu'à 1 084 m au-dessus des gorges de la rivière du Mât, principalement agricole et forestier.

### Climat
De manière générale, l'île de La Réunion connaît un climat de type tropical humide. Celui-ci se caractérise par deux saisons bien distinctes :
- une saison chaude et humide correspondant à l'été austral de novembre à avril. C'est aussi pendant cette période que se manifestent les cyclones tropicaux.
- une saison plus fraîche et sèche s'étalant de mai à octobre.

Le caractère très montagneux influence grandement le climat de l'île. Ainsi on observe une double dissymétrie :
- entre la côte ouest très sèche et la côte orientale très arrosée,
- mais aussi entre le littoral aux températures plus chaudes et les hauts plus tempérés.

Saint-André se situe dans la région de la côte dite "au vent", lui conférant notamment des particularités climatiques, comme un régime de pluies soutenu lié à son exposition directe aux Alizés de secteur Est. 
| Mois                              | jan. | fév. | mars | avril | mai  | juin | jui. | août | sep. | oct. | nov. | déc. | année |
| --------------------------------- | ---- | ---- | ---- | ----- | ---- | ---- | ---- | ---- | ---- | ---- | ---- | ---- | ----- |
| Température minimale moyenne (°C) | 22,8 | 22,9 | 22,3 | 21    | 19,2 | 17,5 | 16,5 | 17   | 18,7 | 19,5 | 21,1 | 21,8 | 20    |
| Température maximale moyenne (°C) | 30   | 29,6 | 29,1 | 29,7  | 27,2 | 25,4 | 24,5 | 25,1 | 26,1 | 27   | 29,5 | 30,2 | 27,8  |

| Mois                | jan. | fév. | mars | avril | mai | juin | jui. | août | sep. | oct. | nov. | déc. | année |
| ------------------- | ---- | ---- | ---- | ----- | --- | ---- | ---- | ---- | ---- | ---- | ---- | ---- | ----- |
| Précipitations (mm) | 362  | 421  | 356  | 273   | 178 | 132  | 134  | 124  | 81   | 77   | 104  | 251  | 2 493 |

La moyenne des précipitations annuelle sur le littoral saint-andréen varie de 2200 à 2 900 mm (les hauts peuvent en recevoir près de 6 000 mm). De ce point de vue, le secteur est une zone dite pluvieuse, intermédiaire entre les zones très pluvieuses de la côte Est de l’île, avec plus de 3 mètres de précipitations annuelles en moyenne, et les zones peu pluvieuses de la côte Ouest, accusant un déficit hydrique chronique, avec une pluviométrie moyenne annuelle inférieure à 1 mètre (seulement 447 mm à la Pointe des Trois Bassins). À titre de comparaison, la moyenne annuelle des précipitations à Paris est d'environ 600 mm.
Néanmoins, la durée d'insolation demeure élevée, plus particulièrement sur la frange littorale, avec une moyenne annuelle comprise entre 2200 et 2500 h/an.

## Urbanisme

### Typologie
Saint-André est une commune urbaine, car elle fait partie des communes denses ou de densité intermédiaire, au sens de la grille communale de densité de l'Insee,,,. Elle appartient à l'unité urbaine de Saint-André, une agglomération intra-départementale regroupant 1 commune et 57 546 habitants en 2022, dont elle est une ville isolée,.
Par ailleurs la commune fait partie de l'aire d'attraction de Saint-Denis, dont elle est une commune de la couronne. Cette aire, qui regroupe 6 communes, est catégorisée dans les aires de 200 000 habitants à moins de 700 000 habitants,.
La commune, bordée par l'océan Indien au nord-est, est également une commune littorale au sens de la loi du 3 janvier 1986, dite loi littoral. Des dispositions spécifiques d’urbanisme s’y appliquent dès lors afin de préserver les espaces naturels, les sites, les paysages et l’équilibre écologique du littoral, par exemple le principe d'inconstructibilité, en dehors des espaces urbanisés, sur la bande littorale des 100 mètres, ou plus si le plan local d’urbanisme le prévoit,.

## Histoire
Cet espace compris entre la rivière Saint-Jean et la rivière du Mât est peuplé dès le milieu du XVIIe siècle. En effet, les premiers exilés sont reclus à Bourbon en 1646 par monsieur PROMIS, gouverneur du Comptoir français de Fort-Dauphin, pour mettre un frein à leurs ardeurs mutines. Débarqués du Saint Laurent, ils sont installés dans le quartier des Français, sur les bords de la rivière Saint-Jean. La région de Saint-André a donc historiquement vu débarquer les premiers Français.
En 1704, quatre familles sont signalées mais le nombre d’habitants stagne autour d’une trentaine de Blancs et d’esclaves. À partir de 1718, la croissance démographique est amorcée. De nombreuses cultures se développent : thé, café, manioc, tabac, maïs, girofle, riz, vanille et blé. Ces terres fertiles valent à la région l’appellation de « Beau Pays ». Saint-André est avec Sainte-Suzanne un des quartiers du canton Nord-Est (dans le district du Vent, qui rassemble tous les cantons entre Saint-Denis et Sainte-Rose).
Le quartier est érigé en paroisse en 1766. Celle-ci célèbre dans l’enthousiasme révolutionnaire l’élection de sa première municipalité le 3 août 1790. Paradoxalement, la commune de Saint-André est à cette époque l’un des bastions contre-révolutionnaires et le lieu de la contestation des arrêtés de l’Assemblée coloniale de Saint-Denis. Les historiens parlent de « chaos » pour désigner cette « crise saint-andréenne ». Elle atteint son paroxysme avec la disparition de la commune, dont le territoire est partagé entre Sainte-Suzanne (La Réunion) et Saint-Benoît.
L’église Saint-André, construite en 1751, est rasée en 1795 sur ordre de l'Assemblée coloniale. Un an plus tard, cette assemblée autorise la reconstitution de la paroisse par arrêtés des 21 et 22 juin 1796. La reconstitution est effective dès 1797 ; la paroisse demeure cependant sans église et sans curé jusqu’en 1817, date de l’arrivée du Père Minot, qui lance la construction d’une nouvelle église (bénie en novembre 1821, consacrée par Mgr Desprez en 1852).
Dans la première moitié du XIXe siècle, la région se couvre de champs de canne à sucre, d’usine sucrières et de grandes habitations comptant parmi les plus riches de la colonie. La culture de la vanille se développe également rapidement dans la deuxième moitié du XIXe siècle. Après l’abolition de l’esclavage en 1848, cette région de production attire de nombreux travailleurs engagés en provenance du sud de l’Inde, les Malbars. Au début du XXe siècle, la ville compte 10 111 habitants et s’étend sur 5 600 hectares.
De ce fait, la commune bénéficie d’une empreinte et une identité agricoles fortes avec les usines de Bois‐Rouge, Ravine creuse, Menciol, Désert, Colosse, marquant le paysage saint‐andréen et notamment par la culture et l’industrie de la canne ainsi que celle de la vanille. Saint‐André connaîtra la dernière période de détachement de son territoire par la création de la commune de Salazie en 1899 et aura ses contours administratifs inchangés jusqu’alors.

## Démographie
L'évolution du nombre d'habitants est connue à travers les recensements de la population effectués dans la commune depuis 1961, premier recensement postérieur à la départementalisation de 1946. À partir de 2006, les populations de référence des communes sont publiées annuellement par l'Insee. Le recensement repose désormais sur une collecte d'information annuelle, concernant successivement tous les territoires communaux au cours d'une période de cinq ans. Pour les communes de plus de 10 000 habitants les recensements ont lieu chaque année à la suite d'une enquête par sondage auprès d'un échantillon d'adresses représentant 8 % de leurs logements, contrairement aux autres communes qui ont un recensement réel tous les cinq ans,.

En 2022, la commune comptait 57 546 habitants, en évolution de +3,45 % par rapport à 2016 (La Réunion : +3,33 %, France hors Mayotte : +2,11 %).
| 1961   | 1967   | 1974   | 1982   | 1990   | 1999   | 2006   | 2011   | 2016   |
| ------ | ------ | ------ | ------ | ------ | ------ | ------ | ------ | ------ |
| 19 255 | 22 094 | 25 231 | 30 075 | 35 049 | 43 174 | 51 817 | 55 090 | 55 628 |

| 2021   | 2022   | - | - | - | - | - | - | - |
| ------ | ------ | - | - | - | - | - | - | - |
| 57 150 | 57 546 | - | - | - | - | - | - | - |

La croissance démographique de Saint-André est constante depuis la deuxième moitié du XXe siècle, mais elle connaît une accélération plus franche à partir du début des années 1990. En effet la commune a vu son taux d'accroissement annuel moyen augmenter de 1,9 % (1982‐1990) à 2,6%(1999‐2006). Le dynamisme démographique de Saint‐André repose majoritairement sur un fort taux de croissance naturel, lié à la jeunesse de sa population (la tranche d'âge des moins de 15 ans représentent 28 % de la population). Cependant, on observe globalement depuis les années 1990, un solde migratoire largement positif, qui coïncide avec l'ouverture de la 2x2 voies entre Saint-Denis et Saint-André, la mettant à 15 minutes du chef-lieu.
Saint-André est aujourd'hui la 5e ville la plus peuplée du département, derrière Saint-Denis, Saint-Paul, Saint-Pierre et Le Tampon. Elle est également la plus importante de la Cirest, représentant environ 45 % de l'intercommunalité. Elle devrait continuer sa croissance démographique pour atteindre 70 000 habitants à l'horizon 2025.

## Infrastructures

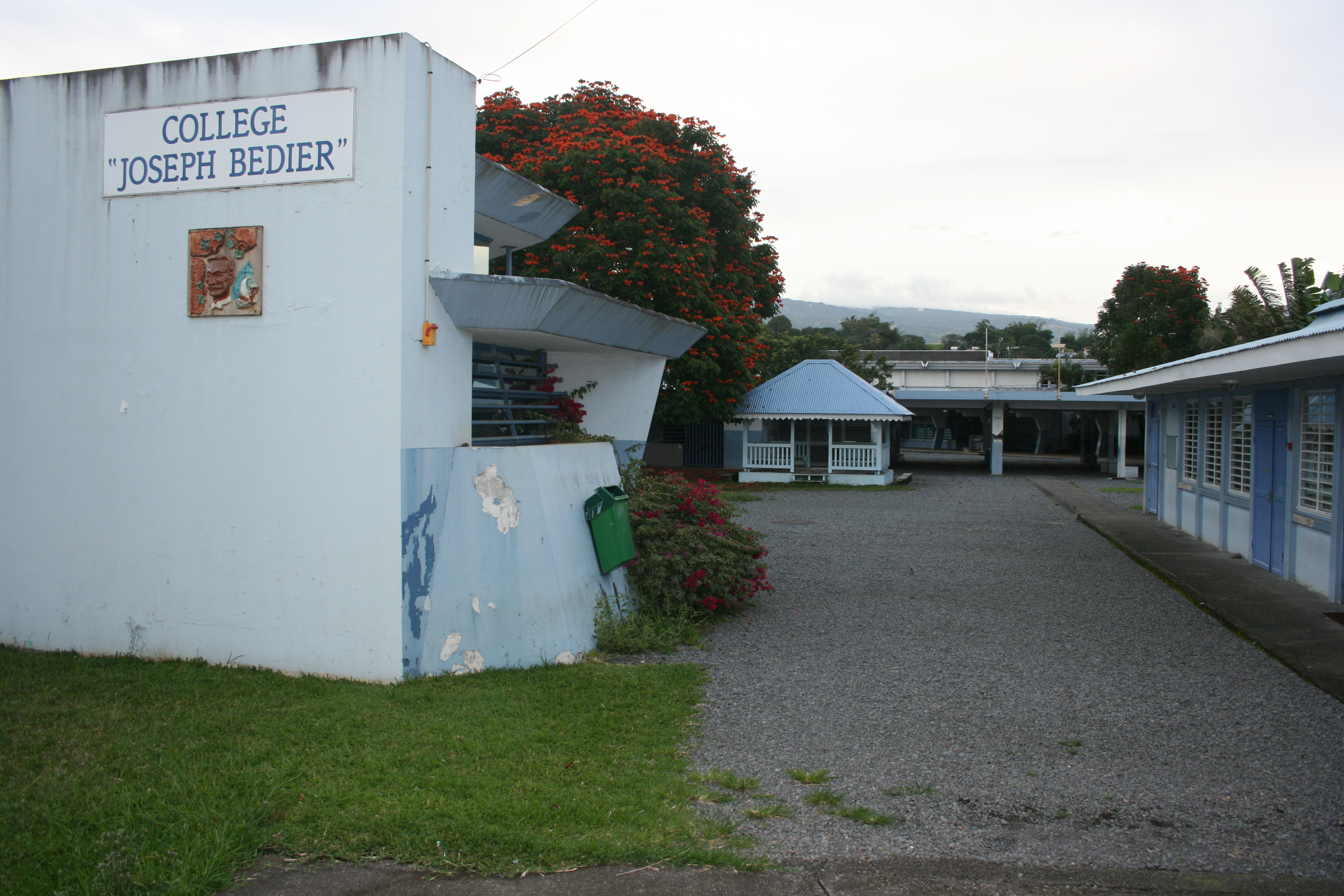
L'entrée du collège Joseph-Bédier.

On trouve sur le territoire communal six collèges :
- Le collège public Joseph-Bédier.
- Le collège public de Cambuston.
- Le collège public de Mille-Roches, qui comptait 1 400 élèves à la rentrée 2005 et qui est considéré comme le plus gros collège de France.
- Le collège privé Sainte-Geneviève.
- Le collège public Terrain-Fayard, qui comptait 951 élèves à la rentrée 2005.
- Le collège public Chemin-Morin.

On y trouve par ailleurs trois lycées publics :
- Le lycée professionnel Jean-Perrin, qui comptait 1 085 élèves à la rentrée 2005.
- Le lycée d'enseignement général et technologique Sarda-Garriga, qui comptait 1 561 élèves à la rentrée 2005.
- Le lycée d'enseignement général et technologique Saint-André III devenu lycée Mahatma-Gandhi en 2007.

Et une école d'informatique :
- École pour l'informatique et les nouvelles technologies

EDF teste à Bras des Chevrettes une batterie géante d'une capacité de 1 mégawatt. La batterie, construite par le japonais NGK mesure 15 m de long, pour 2,5 de large et 5 de haut. Le but est de pouvoir stocker l'électricité produite par l'énergie éolienne et solaire sur l'île et la redistribuer lors de pics de consommation.

## Monuments et tourisme
La commune compte depuis quelques années un parc de loisirs en plein air, le parc du Colosse. Aménagé sur d'anciens terrains consacrés à la culture de la canne à sucre, il attire des familles de tout l'Est de La Réunion.

### Lieux de culte
- Église Saint-André de Saint-André. Elle est inscrite à l'Inventaire général du patrimoine culturel[33]. L'église est dédiée à l'apôtre saint André.
- Église Saint-Nicolas de Champ Borne. Elle est inscrite à l'Inventaire général du patrimoine culturel[34]. L'église est dédiée à saint Nicolas.
- Chapelle Sainte-Jeanne-d'Arc. L'édifice a été inscrit au titre des monuments historiques en 2012[35]. La chapelle est dédiée à sainte Jeanne d'Arc.
- Église Jésus-Miséricordieux de Cambuston.
- Chapelle Notre-Dame-de-Pellevoisin de Pointe du Champ Borne. L'église est dédiée à Notre-Dame de Pellevoisin.
- Chapelle Sainte-Bernadette de Cressonnière. L'église est dédiée à sainte Bernadette.
- Chapelle Saint-Nicolas de Champ Borne.
- Liste détaillée des églises de Saint-André sur :

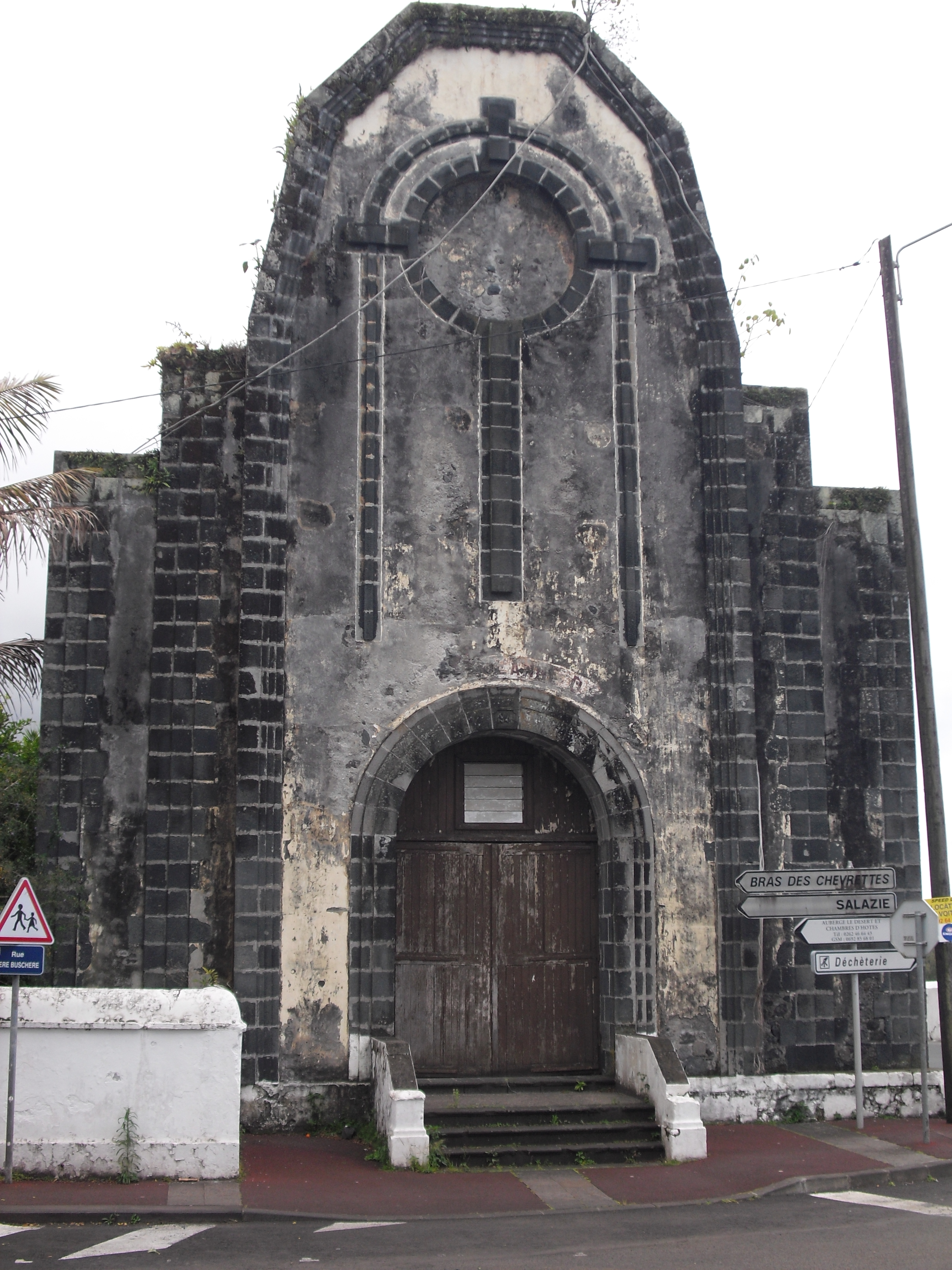
Chapelle Sainte-Jeanne-d'Arc.
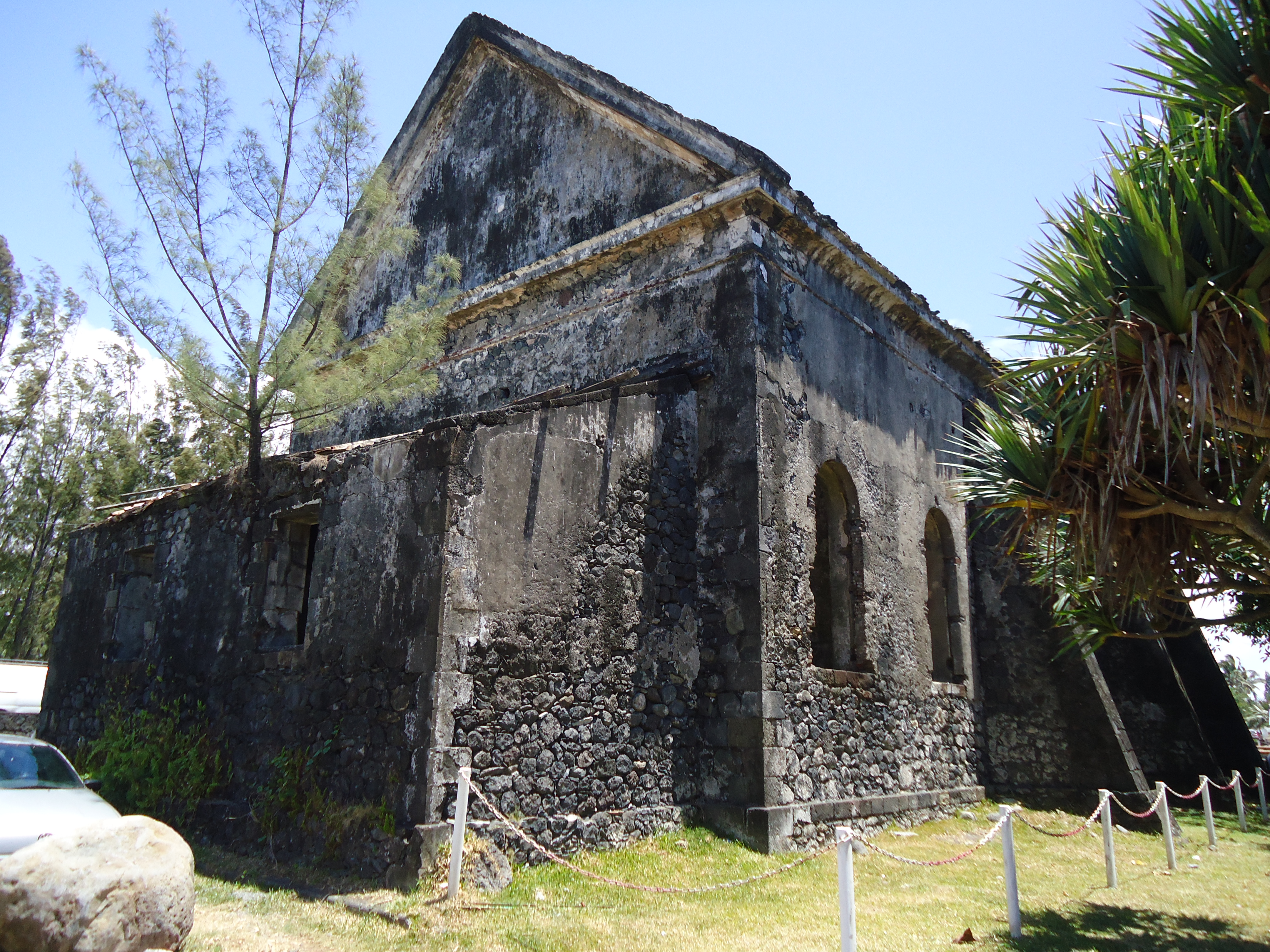
Église de Saint-Nicolas.
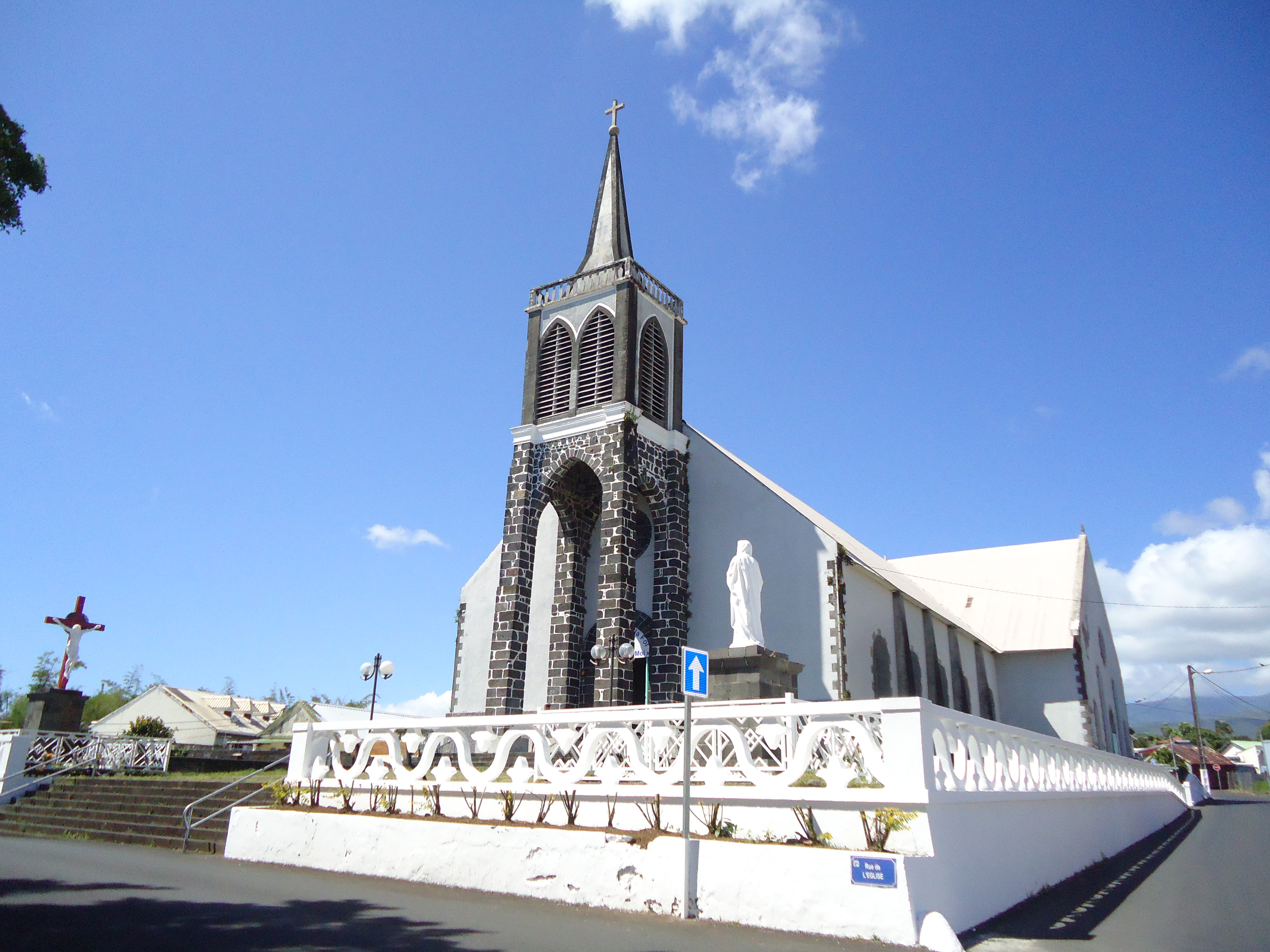
Église Saint-André.
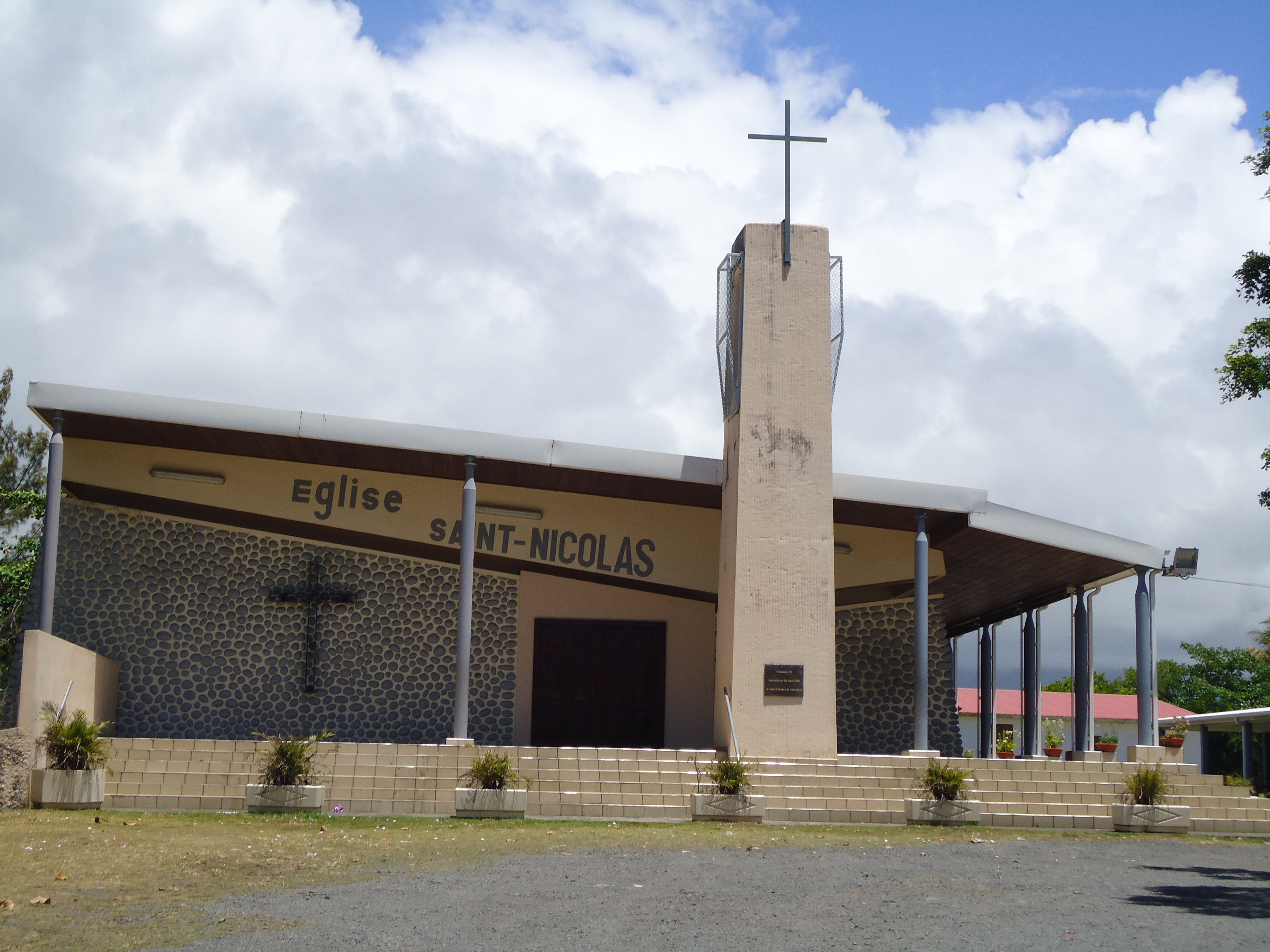
Chapelle Saint-Nicolas de Champ Borne.

- Temple hindouiste du Colosse
- Temple hindou de Petit Bazar
- Temple hindou Mardévirin
- Monument funéraire de Nicole Robinet de La Serve

### Monuments historiques

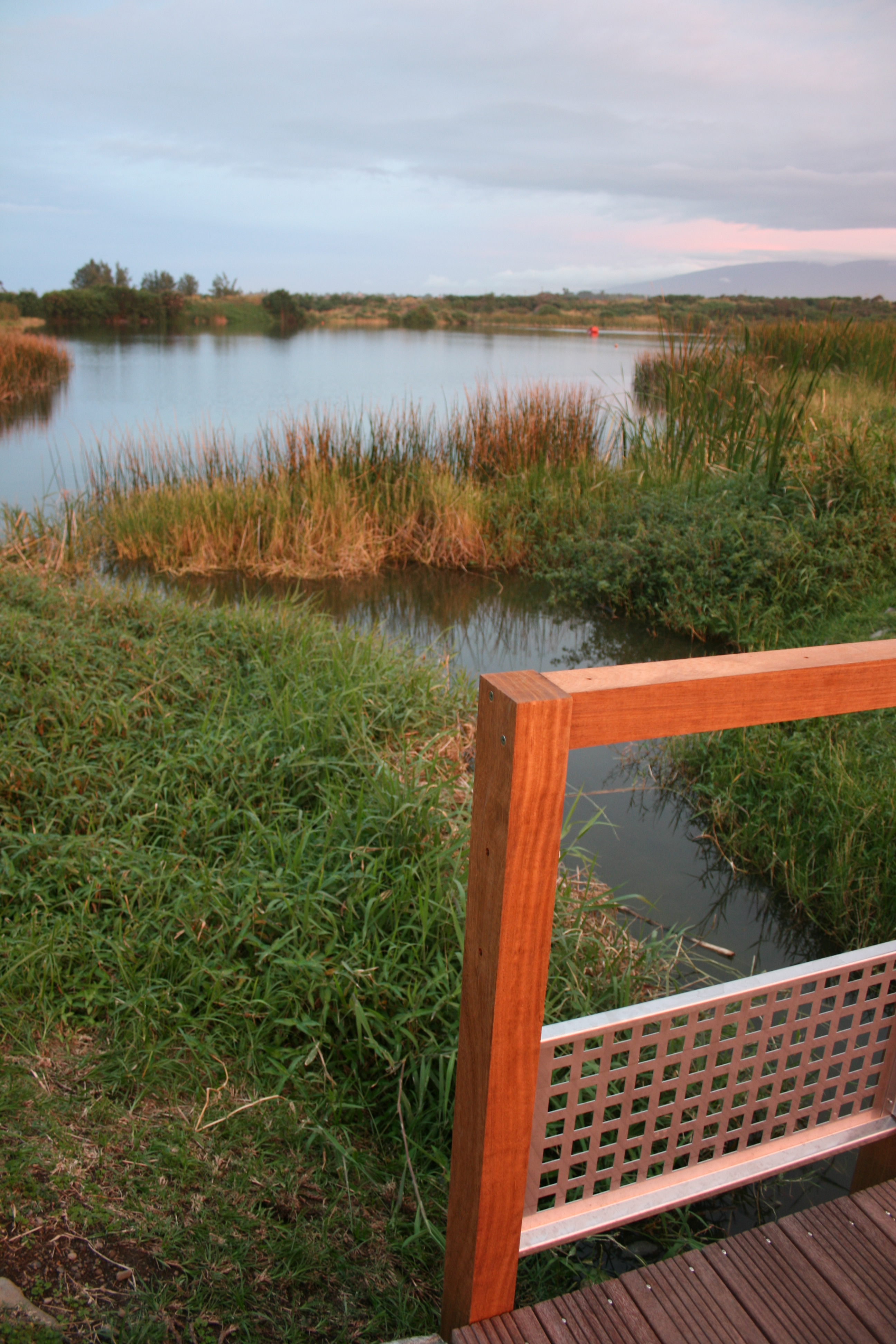
Un petit pont dans le parc du Colosse.

- Maison Bellier
- Maison High-Hall
- Maison Martin-Valliamé
- Domaine Appavoupoullé
- Propriété Camalon
- Cheminée Le Colosse
- Un petit pont dans le parc du Colosse.Cheminée Le Désert
- Cheminée de Ravine Creuse

### Sites naturels
- Le parc du Colosse
- La Forêt de Dioré

## Personnalités liées à la commune
- Jean Baptiste Louis Pierre (botaniste français) est né à Champ Borne en 1833.

## Sports

### Équipements
- Stade Baby-Larivière : stade football accueillant des rencontres de football aux Jeux des îles de l'océan Indien 2015. Capacité d'accueil : 1700 places.
- Gymnase Michel-Debré : Créé en 1998, à l'occasion des Jeux des îles de l'océan Indien 1998, le site accueille plusieurs compétitions omnisports : handball, basket-ball, badminton, escalade, gymnastique, etc. Il fait l'objet d'une rénovation en 2015 pour les Jeux des îles de l'océan Indien 2015. Capacité d’accueil : 885 places.
- Complexe sportif Sarda-Garriga : il se compose d'une piste d'athlétisme de 400 mètres, d'une aire de lancer de javelots et de disques, et de trois plateaux noirs polyvalents.

### Sportifs célèbres
- Jessi Ferrère, championne du monde de force athlétique en 1994, 1995 et 1996.
- Jean-Bernard Périta, champion du monde des mouches de savate boxe française en 1995 et 1999 et d’Europe en 1994, 1996 et 1998. Cinq fois champion de France.